# رایزینگ فان (جورجیا)
رایزینگ فان (به انگلیسی: Rising Fawn) یک منطقهٔ مسکونی در ایالات متحده آمریکا است که در Dade County واقع شده‌است.